# Dong Xi (escriptor)
En una onomàstica xinesa Dong es el cognom i Xi el prenom.
No confondre amb Dong Xi (董襲) militar de la Dinastia Han.
Dong Xi (xinès simplificat: 东西) (Tian'e 1996 - ) Escriptor xinès. Premi Lu Xun de Literatura de 1995-1996 per la novel·la 没有语言的生活 (Life without Language) i Premi Mao Dun de LIteratura de l'any 2023 per la novel·la 回响 (Echo).

## Biografia
Dong Xi (pseudònim de Tian Dailin (田代琳), va néixer l'any 1966 a Tian'e, província de Guangxi a la Xina. La seva família humil no tenia recursos i només va poder fer els estudis primaris a l'escola de Tian'e on més endavant va fer de professor de xinès. Desprès va anar a l'escola secundària de la prefectura de Hechi, on el 1987, va esdevenir secretari de l'oficina d'afers administratius de la regió.

#### Carrera literària
El 1984, va començar a publicar articles al diari de la societat literària local, després, el 1985, va publicar el seu primer treball, al Hechi Daily (河池日报), un poema pel qual va rebre vuit iuans. Després va ser nomenat professor de xinès a l'escola mitjana Tian'e. Els seus poemes i els seus primers contes, influenciats per William Faulkner, el van convertir a poc a poc en una celebritat local. El 1991 va publicar, a la revista Lijiang (漓江), la seva primera novel·la: “El penya-segat escarpat” (断崖). El van seguir immediatament, a principis de 1992, dos més: “Els avantpassats” (祖先) i “Aparença” (X相貌), que ja va signar amb el pseudònim de Dong Xi.
Es va convertir en escriptor professional l'any 1994 i el 1996 va publicar el que seria el seu primer gran èxit 没有语言的生活, traduït a l'anglès com "A Life of Silence” o com " "Life Without Language". Aquesta obra incorpora dos personatges centrals, un cec i un sord. El conte descriu un món on la comunicació es redueix a signes, generant malentesos i marginació, però també una profunda comprensió més enllà de les paraules. L'obra va ser adaptada al cinema amb el títol de "Heavenly Love" (天上的恋人), dirigida per Jiang Qinmin (蒋钦民), que va guanyar un premi al Festival Internacional de Cinema de Tòquio el novembre de 2002, però va ser sobretot l'adaptació televisiva, en una sèrie de vint capítols emesa per CCTV l'any 2007, que va tenir un gran èxit.
La seva quarta novel·la 回响 traduïda a l'anglès com "Echo" o "Resonance" va ser una de les cinc guanyadores del Premi Mao dun de Litertura del any 2023 es la història d'un cas d'investigació criminal, amb una anàlisi psicològic dels personatges, integrant el raonament lògic de la investigació criminal i la deliberació psicològica.

#### Estil
La tesi de Qin Yu de la Universitat de Nanjing descriu la obra de Dong Xi, com: "que ha buscat la des-familiarització del llenguatge i la trama, que explica històries fantàstiques en tons de ridícul i ironia, per la qual cosa les seves novel·les estan plenes de sentit de l'absurd. La majoria de les seves novel·les se centren en la pobresa tant material com espiritual. No obstant això, la narració fa feliços els lectors per tons de ridícul i ironia. El llenguatge emocional conté el pensament racional i seriós sobre la situació de l'existència, especialment la realitat espiritual dels éssers humans"

## Obres destacades
| Any  | Títol xinès      | Traducció a l'anglès o francès                        |
| ---- | ---------------- | ----------------------------------------------------- |
| 1995 | 雨天的粮食       | Les céréales des jours de pluie                       |
| 1995 | 你不知道她有多美 | Tu ne sais pas combien elle est belle                 |
| 1995 | 一个不劳动的下午 | Un après-midi sans travailler                         |
| 1996 | 我们的父亲       | Notre père                                            |
| 1996 | 没有语言的生活   | Life Without Language                                 |
| 1997 | 权力             | Autorité                                              |
| 1998 | 天上掉下友谊     | Amitié tombée du ciel                                 |
| 1999 | 把嘴角挂在耳边   | Accrocher les coins de la bouche au bord des oreilles |
| 2001 | 如果             | If                                                    |
| 2005 | 后悔录           | Regret Record                                         |
| 2022 | 回响             | Echo                                                  |